# Kārlis Padegs
Kārlis Padegs, né le 8 octobre 1911 à Riga et mort le 19 avril 1940 dans la même ville, est un graphiste et peintre letton, auteur d’œuvres décalées, dont certaines clairement considérées comme peu ragoûtantes par la critique de l'époque. Personnage extravagant de Riga des années 1920-1930, on le surnomme le dandy ou encore caballero dans les milieux artistiques, à cause de son style vestimentaire particulier. Sa série de dessins à l'encre Red Laughter aujourd'hui fait partie du Canon culturel letton.

## Biographie
Fils de Kārlis Padegs senior et d'Elza Steinberg, le futur artiste naît dans le voisinage de Torņakalns. Son père meurt en 1917 et sa mère se remarie. À l'approche de la Première Guerre mondiale, la famille se réfugie à Tartu et ne rentre à Riga qu'en 1918. Ils s'installent au no 24 rue Elizabetes. Padegs intègre l'Académie des beaux-arts de Lettonie à l'âge de 16 ans et participe à de nombreuses expositions. Il travaille comme caricaturiste dans la revue Svari dirigée par Jānis Roberts Tillbergs qui publie plus de 170 de ses œuvres en 1930-1931. Il effectue son service militaire dans une unité d'artillerie à Daugavgrīva.
Concernant les sujets de ses tableaux, dans un article intitulé Le Dessinateur d'horreur („Šausmu zīmētājs”) il se dit investi de la mission de représenter le côté sombre de la vie, celui qu'on évite pour ne pas perdre l'appétit, surtout qu'il y a déjà suffisamment d'artistes pour dessiner les fleurs et les nuages roses,.
Padegs épouse Elvīra Feodorovitch le 26 novembre 1938. L'artiste souffre de tuberculose pulmonaire sur fond d'alcoolisme sévère et de tabagisme. Il meurt en avril 1940 âgé de 28 ans. Inhumé au cimetière boisé de Riga

## Hommages

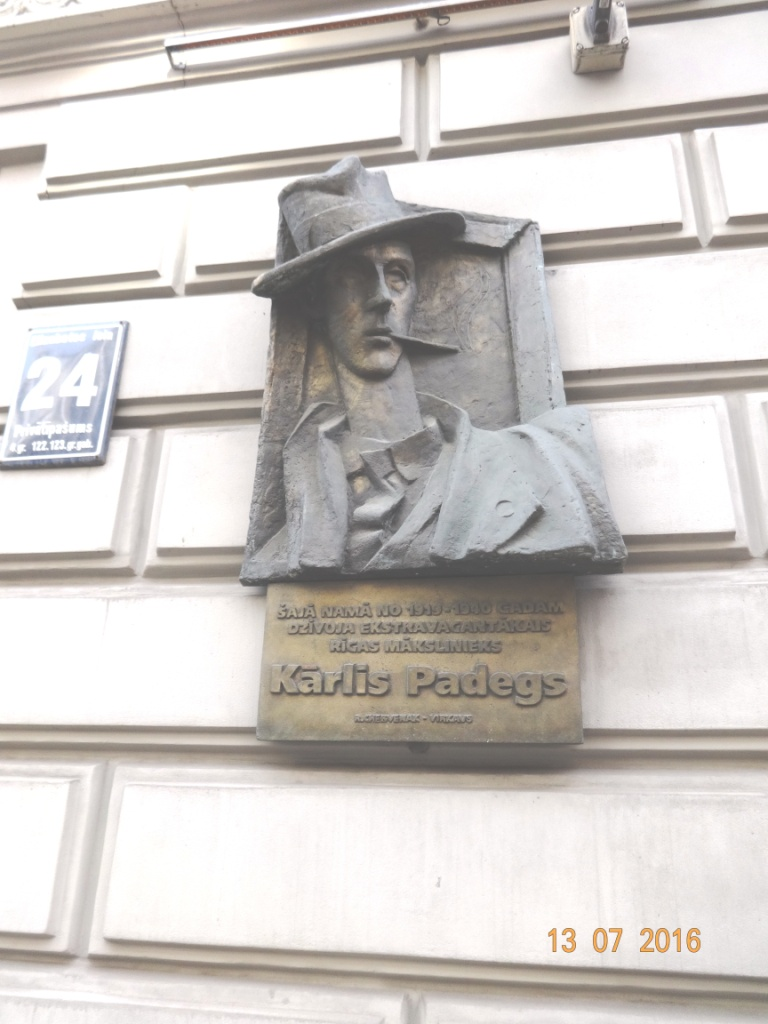
Plaque commémorative de Padegs rue Elizabetes à Riga.

La statue de Padegs, œuvre du sculpteur Andris Vārpa, est placée au Jardin de Wöhrmann à Riga en 1998.
En 2011, une grande exposition célébrant le centenaire de l'artiste est organisée au Musée national des arts de Lettonie.
Jānis Kalnačs lui consacre la monographie Rīgas dendijs un autsaiders. Kārlis Padegs (Neputns, 2014) qui inspirera au dramaturge Ivo Briedis une pièce de théâtre Padegs un Padegs, mise en scène par Varis Piņķis dont la représentation a lieu dans la salle de spectacle Arsenals à Riga en février 2015,.

## Galerie photographique

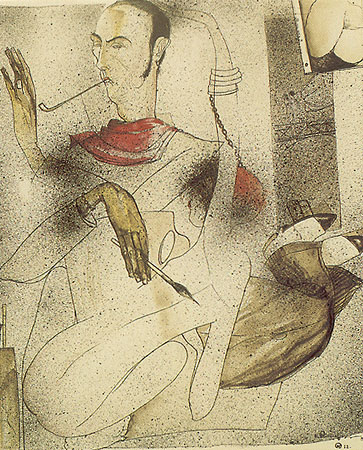
Autoportrait
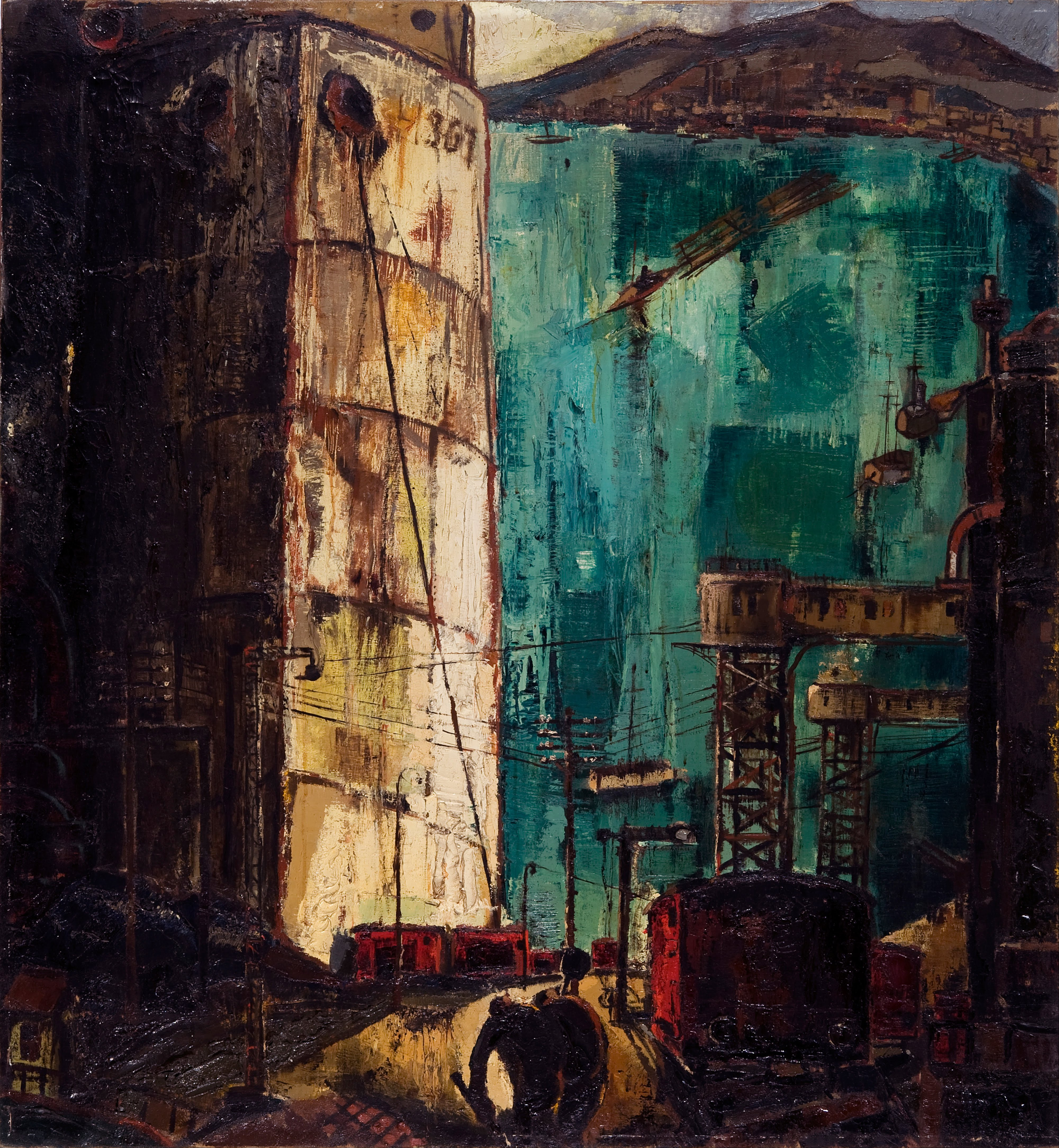
Le port
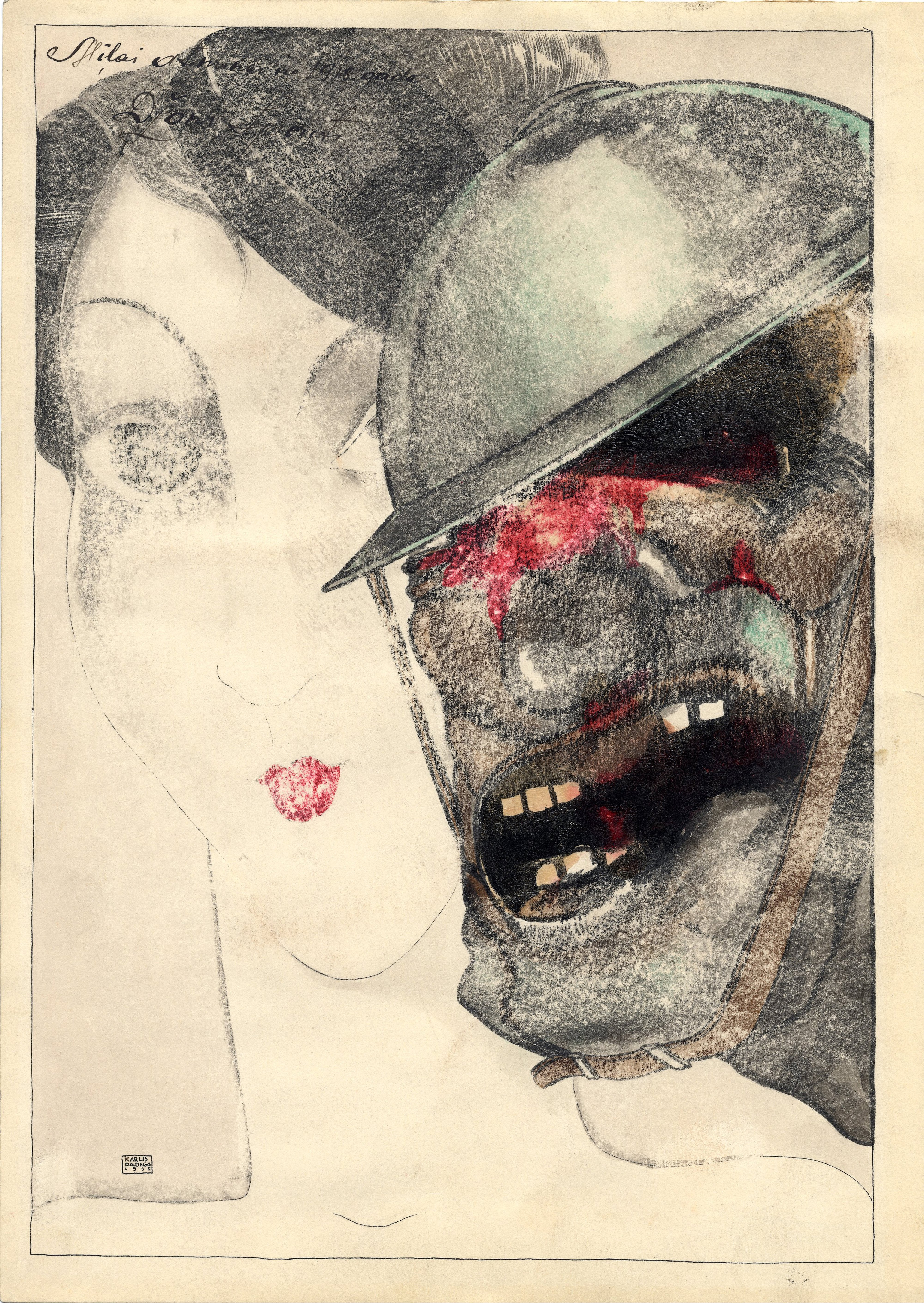
Un moment de 1918
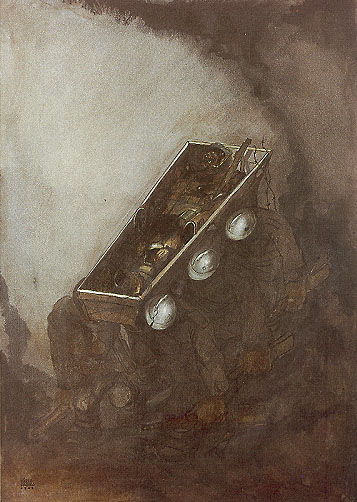
Funérailles d'un soldat inconnu
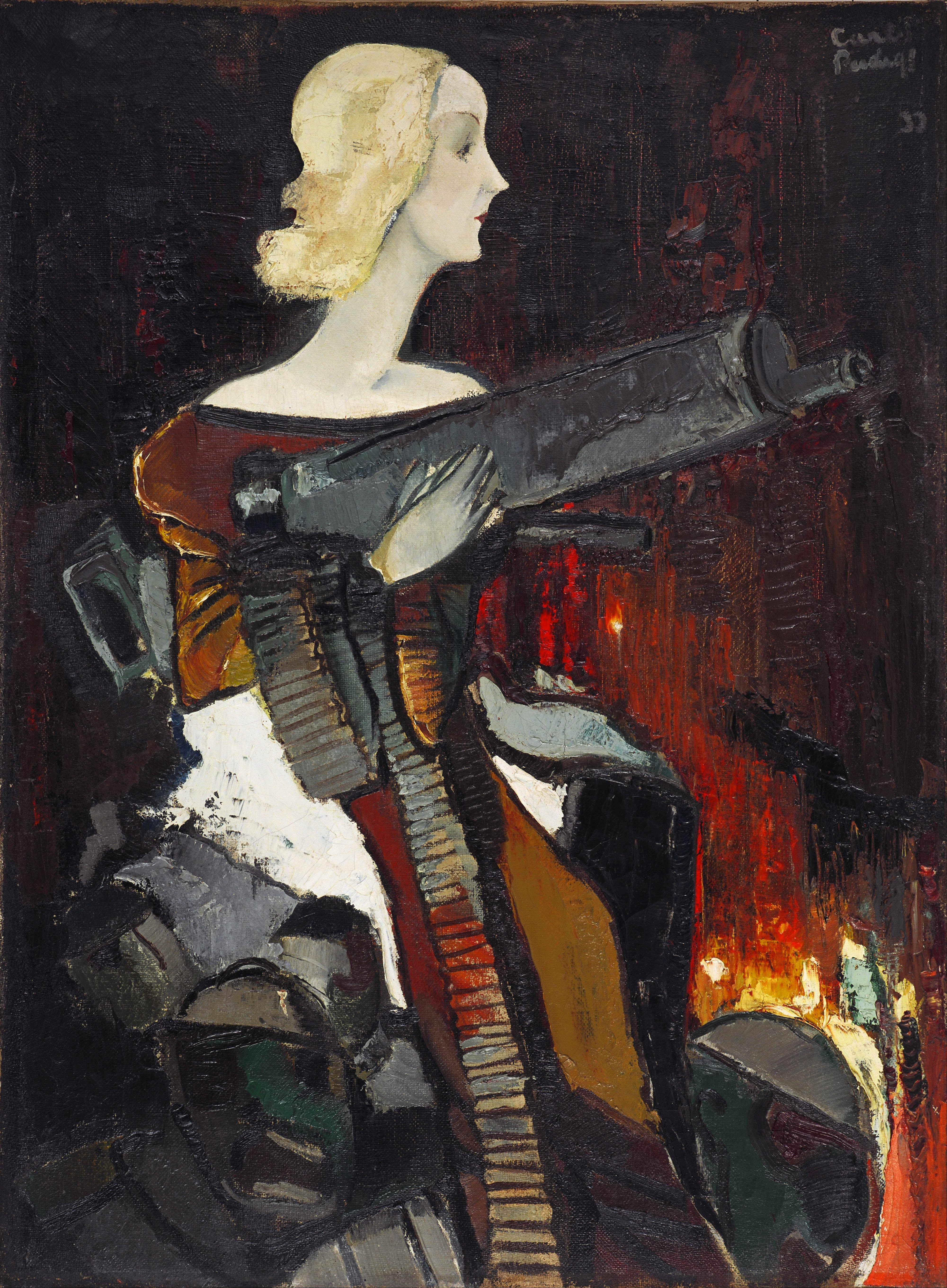
Madonna à la mitrailleuse (1932).
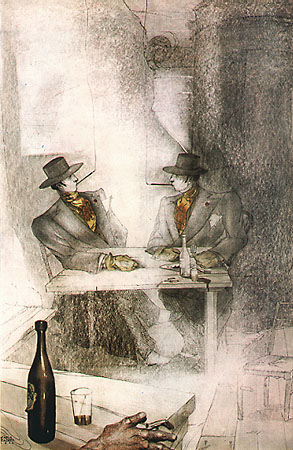
Monsieur Padegs et Astral.
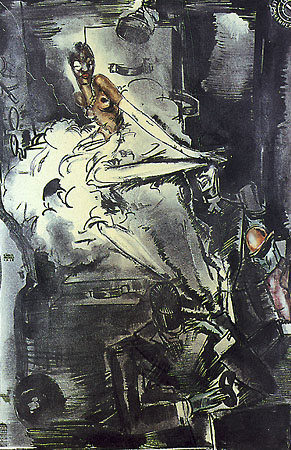
Cabaret
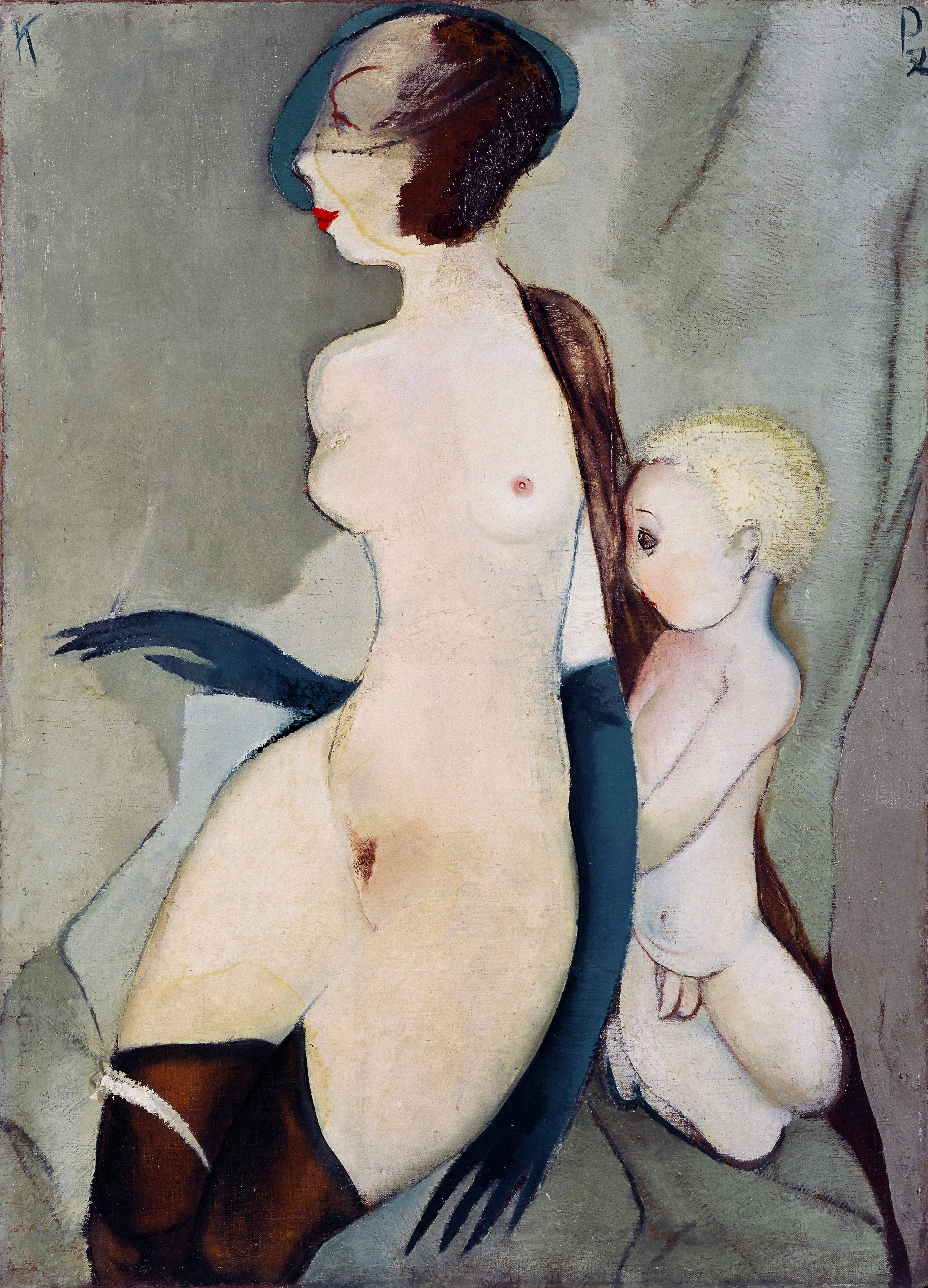
Madonna de la rue Marijas
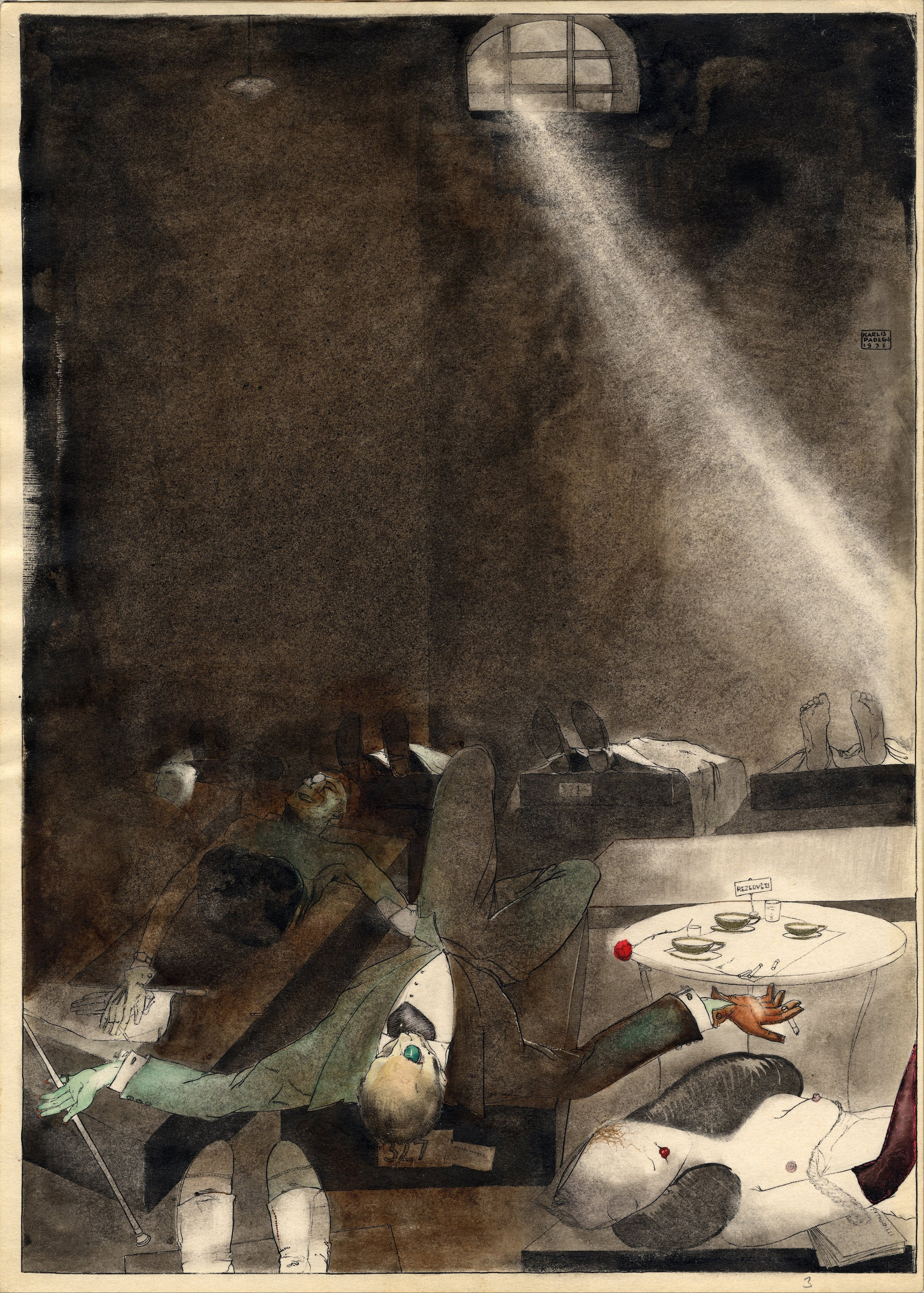
La morgue
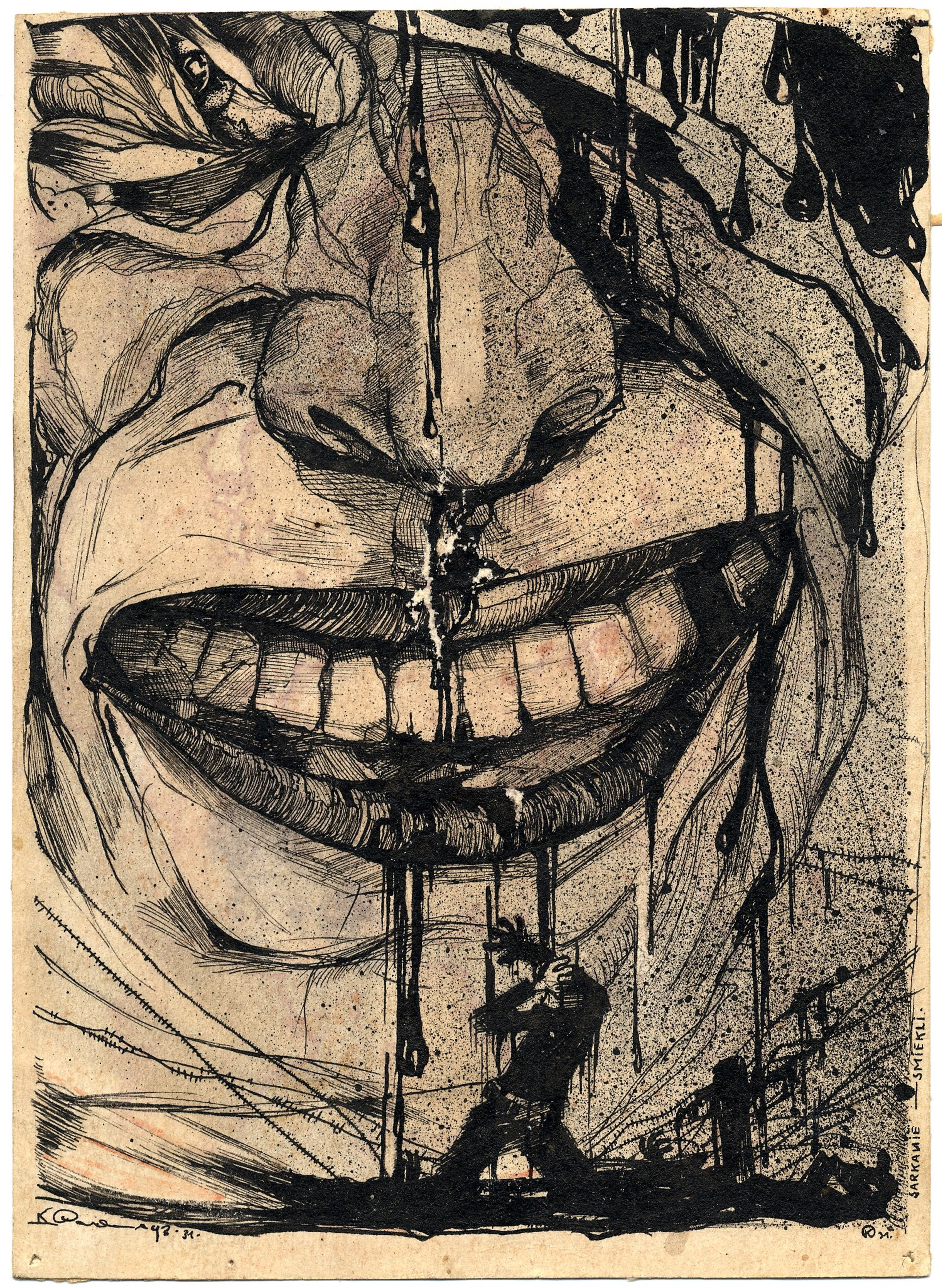
Rieur rouge